# チェペラレ
座標: 北緯41度43分 東経24度41分 / 北緯41.717度 東経24.683度

チェペラレ
Чепелареチェペラレ ブルガリア内のチェペラレの位置

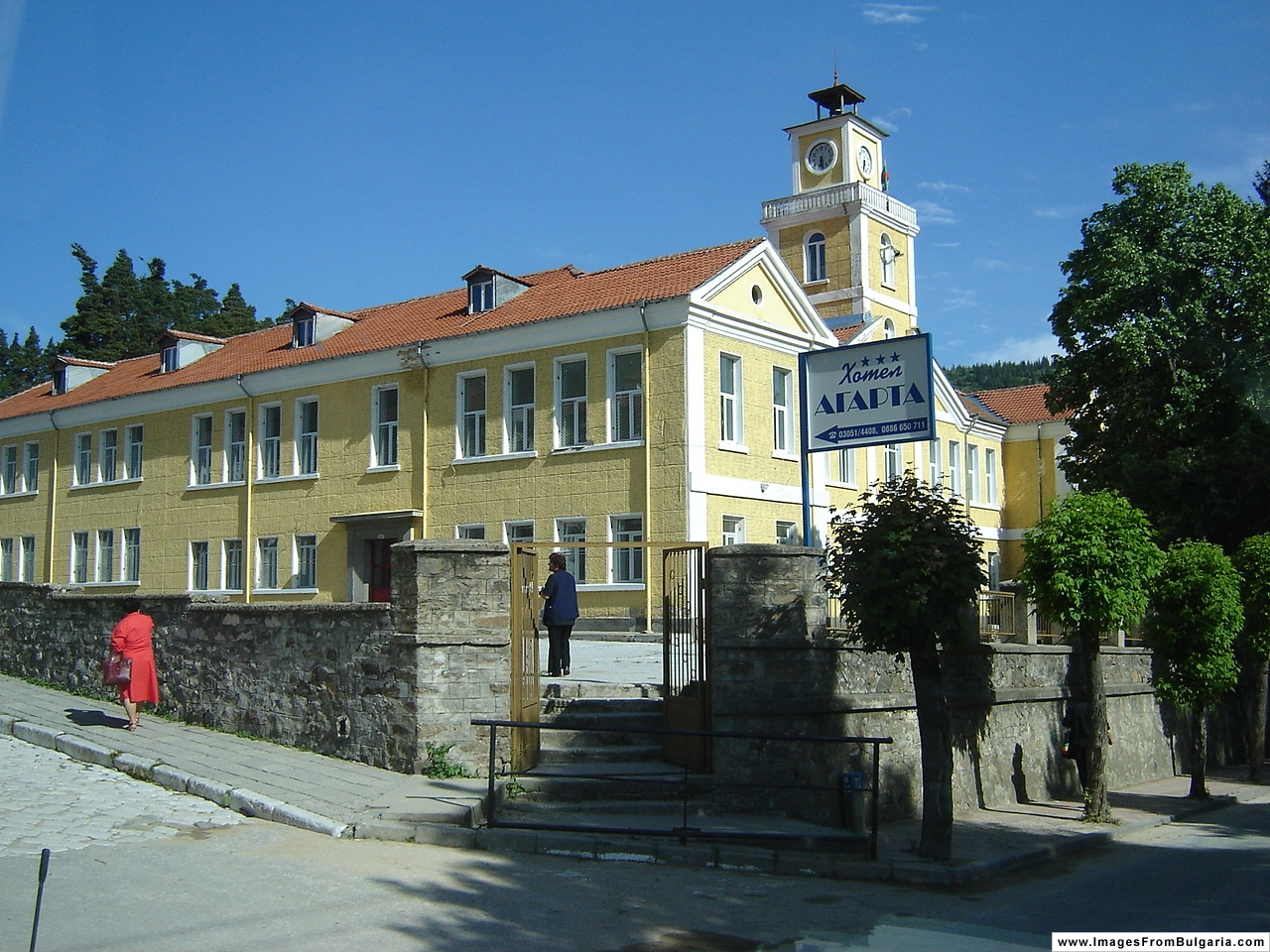
チェペラレの学校

チェペラレ（ブルガリア語: Чепела̀ре / Chepelare）はブルガリア南東部の町、およびそれを中心とした基礎自治体。スモリャン州に属する。スキー・リゾート地として有名である。ロドピ山脈の中央に位置し、チェペラレ川の岸辺である。南ヨーロッパで最も人気のあるスキー・リゾートで、ブルガリア最大の観光地パムポロヴォに近い。1年中観光客が訪れ、夏はハイキングや乗馬などが楽しまれ、冬はスキーやスノーボードに充分な積雪がある。郊外にはロジェン天文台が設置され、小惑星の発見などの成果を挙げている。
バルカン諸国で唯一のスキーとスノーボードの製造工場があり、アトミック・スキーにスキー板などを供給している。また冬季オリンピックでのブルガリア唯一の金メダリスト、エカテリーナ・ダフォフスカの出身地である。チェペラレの近くには天然の『石橋』があり、観光名所となっている。

## 町村
チェペラレ基礎自治体（Община Чепеларе）には、その中心であるチェペラレをはじめ、以下の町村（集落）が存在している。
- Богутево
- Дряновец
- Забърдо
- Зорница
- Лилеково
- Малево
- Орехово

- Острица
- Павелско
- Проглед
- Студенец
- Хвойна
- Чепеларе